# Bezoekerscentrum Wolfslaar

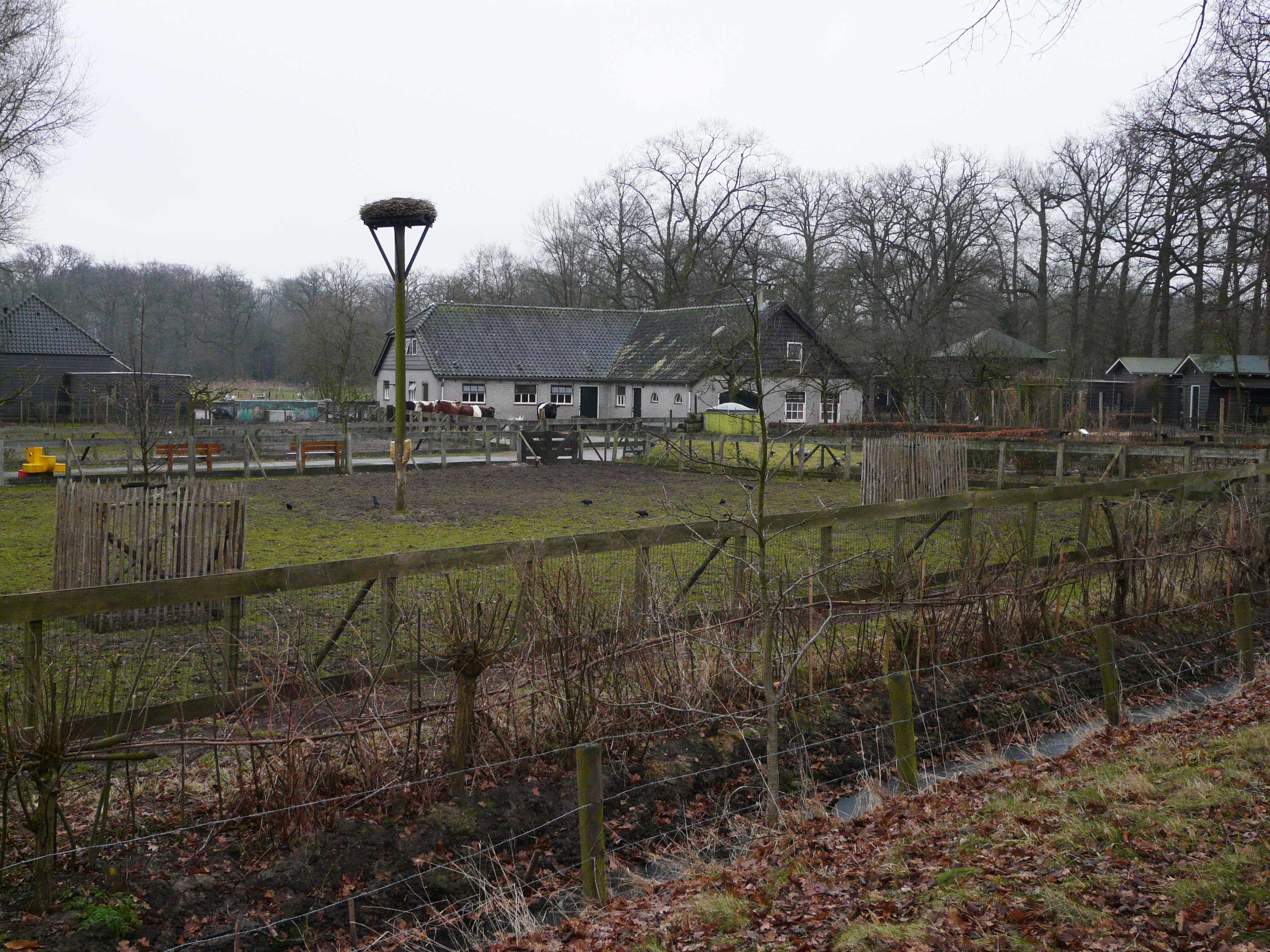
Kinderboerderij Wolfslaar

Bezoekerscentrum Wolfslaar, voorheen het Milieu Educatief Centrum (MEC), is een centrum over natuur en milieu. Het ligt in landschapspark Wolfslaar, ten zuiden van de wijk IJpelaar in Breda.
Het milieueducatiecentrum van de gemeente Breda is hier gevestigd. Het bevat onder andere educatieve wisseltentoonstellingen over de natuur. Ook is er een kleine bibliotheek. Ten behoeve van een educatief programma voor het onderwijs zijn leskisten beschikbaar.
In 1998 werd een natuurtuin aangelegd. Dit in een beekdal gelegen gebied kent een grote variatie aan poelen, een akker, hooilandjes en houtranden. Tevens is er een vleermuizenverblijf en een klein openluchttheater. Ook is kinderboerderij Wolfslaar in het landschapspark gevestigd. Bij deze boerderij liggen een boerenmoestuin en boomgaard waar 'vergeten groenten' en oude Bredase fruitrassen zoals de Bredase aardbei en de Bredase abrikoos gekweekt worden.